# Said Abdullah Said
Le docteur Said (Sayyed) Abdullah Said (Sayyed), né à Gardêz en 1928 et mort à Paris en 1964, est le fondateur et le premier doyen de la faculté de pharmacie de Kaboul, en Afghanistan.

## Biographie
Said (Sayyed) Abdullah Said (Sayyed) naît en 1928 dans une famille bourgeoise de la province de Lôgar, originaire d'une tribu pachtoune du sud de l'Afghanistan, à Gardêz. Il grandit et fait ses études secondaires au lycée français Esteqlal (« indépendance ») de Kaboul, car son père, le général Saïd Abdul Samad Saïd — un des acteurs importants de la libération du pays, sous les ordres du futur roi d'Afghanistan Nadir Shah, de la main d'un émir autoproclamé, Bacha-e saqâo (« le fils du porteur d'eau ») — occupe à cette période les fonctions d'aide de camp et chef de garnison au palais royal.
Saïd Abdullah Saïd, après avoir obtenu son baccalauréat avec mention très bien, entre en 1947 en propédeutique chimie/biologie/pharmacie et il est envoyé en France à Paris.
Il entre à la faculté de pharmacie de Paris, où il obtient son diplôme 1955. Par la suite, il est successivement diplômé en bactériologie (1956), en chimie organique (1957), et en chimie pharmaceutique.  
Puis il soutient sa thèse de doctorat d'État en 1959,qui sera publiée, et pour laquelle il reçoit le premier prix dans la section des sciences naturelles.
Alors qu'il se voit proposer un poste de professeur des universités à la faculté de pharmacie de Paris, le Dr Saïd (Sayyed) prend la décision de rentrer à Kaboul pour servir son pays en 1960, où il va se consacrer à la fondation de la faculté de pharmacie de Kaboul.  

## Travaux scientifiques
Outre sa thèse d'État, le docteur Saïd (Sayyed) a par la suite soutenu une deuxième thèse, intitulée Réactions naturelles de l'organisme contre les bactéries et les virus et a publié plusieurs articles scientifiques remarqués sur les sujets suivants :
- « De la destructions des parasites et des insectes » ;
- « Détermination des doses bactéricides contre des groupes bactériens Staphylococcie dorée » ;
- « Relations des phénomènes naturels du corps organique contre des agressions bactériennes  et virales ».

Il a donné des conférences scientifiques à la faculté de médecine de Kaboul, ainsi qu'à la faculté de pharmacie de Paris.
- Opium au point du vue de chimie botanique ;
- Études de l'opium au point de vue toxicologie ;
- Les alcaloïdes de l'opium et ses dérivés ;
- Alcaloïdogènes et alcaloïdes.

Le Dr Saïd (Sayyed) a également écrit (et traduit en français) le règlement sanitaire en Afghanistan.
Le docteur Saïd (Sayyed), en sus de ses responsabilités administratives de la faculté de pharmacie de Kaboul nouvellement créée, y a enseigné les matières suivantes : botanique, pharmacie chimique, microbiologie générale, hydrologie.

## Fondateur et doyen de la faculté de pharmacie de Kaboul
Le Dr Saïd (Sayyed), dès son arrivée à Kaboul, travaille à la fondation de la première faculté de pharmacie de Kaboul, ayant reçu l'aval et le soutien financier du roi Zaher Shah et de son premier ministre, le prince Daoud. Puis, en tant que doyen honorifique et attaché à la faculté de médecine de Kaboul, il consacre toute son énergie à faire évoluer et progresser cette jeune faculté. Par sa volonté  et ses efforts inépuisables, il réussit à faire rentrer cette jeune faculté dans le cadre de l'université de Kaboul, et il est alors nommé premier doyen de la faculté de pharmacie dans ce cadre en 1961 : « sous l'impulsion du très dynamique Professeur Saïd, la faculté de pharmacie acquit son indépendance et le Professeur Saïd en devint le premier doyen. »
Dès lors, le Dr Saïd (Sayyed) n'a de cesse sous sa responsabilité en tant que doyen, de faire évoluer sa faculté et moderniser les différents laboratoires d'études pour ses enseignants et ses étudiants. Il a pu ainsi voir trois promotions de diplômés sortis en tant que pharmaciens, et parmi ceux-ci de futurs chercheurs et enseignants.
Le Dr Saïd (Sayyed) avait également réussi à instaurer une coopération scientifique et d'études avec différentes Universités Françaises dont celles de Lyon, courant 1961, ainsi qu'entre les Universités de Kaboul, Lyon et Nancy, concrétisée par l'accord signé en 1963,accord permettant entre autres la formation de pharmaciens en France,. 
C'est ainsi que Chafik Younos, par ailleurs élève du Dr Saïd (Sayyed), put, grâce à cet accord de coopération, étudier à Nancy, où il obtint son agrégation en pharmacie. Le Pr Chafiq Younos a été professeur agrégé à l'université de Nancy, puis à Metz ; il publie notamment La thérapeutique traditionnelle en Afghanistan.
Le Dr Saïd (Sayyed) est décédé à l'âge de 36 ans en  1964 à Paris, où il séjournait à la suite d'une invitation  scientifique par l'université de Lyon en France  pour donner un cycle de conférences.

## Distinctions et médailles
- Lauréat de la faculté de pharmacie de Paris en 1959[2]
- Médaille d'argent Lavoisier de l'Académie de pharmacie en 1960[6]
- Médaille de Bronze (médaille Pasteur) en  1959, et un prix de 5 000 francs[2]
- Médaille Pohena, médaille de distinction décernée par l'université de Kaboul[2].

## Publications
- Étude comparative de quelques méthodes de détermination de l'activité bactéricide in vitro. Intérêts et limites de la technique de centrifugation, La Rochelle (France), imp.Marillaud, 1959, 183 p.
- Diagnostic des poudres botaniques,en persan,Ce dernier ouvrage est paru peu avant son décès (1964), et avait été écrit par le Dr Saïd (Sayyed) à l'usage de ses étudiants et chercheurs.
- À noter : la méthode conçue et développée par le Dr Saïd (Sayyed) est toujours utilisée en biopharmacologie.